# Museo de la Capilla de la Visitación
El Museo de la Capilla de la Visitación (en francés: Museé de la Chapelle de la Visitation) es el nombre que recibe un museo de arte y una capilla católica en el sector de Monaco-Ville en el país europeo de Mónaco. La capilla es de estilo barroco del siglo XVII.
En 1995 el museo pasó a albergar la Colección de Barbara Johnson - Piasecka, una colección de pinturas de maestros antiguos reunidos por Barbara Piasecka Johnson. La colección fue retirada de la capilla en mayo de 2014, en preparación para su eventual venta en la casa de subastas Christie en julio de 2014.